# Ана Ортіс
Ана Ортіс (англ. Ana Ortiz; нар. 25 січня 1971, Мангеттен, Нью-Йорк, США) — американська акторка та співачка. Розпочала акторську кар'єру в театрі, на початку 2000-х знімалася в короткометражних комедіях. У кіно прославилася роллю Гільди Суарес з телесеріалу «Потворна Бетті» (2006—2010), за яку отримала премії «Imagen Awards» та «Меморіальну премію імені Астрід Ліндгрен» (2007). З 2013 по 2016 рік Ортіс грала роль Марісоль Суарес в телевізійному комедійно-драматичному серіалі «Підступні покоївки», за яку отримала премію «Imagen Awards» за найкращу жіночу роль.

## Життя і кар'єра

### Ранні роки та початок кар'єри
Ана Ортіс народилася 25 січня 1971 року в Мангеттені, штат Нью-Йорк, в родині Анхеля Л. Ортіса, колишнього члена філадельфійської міської ради і його дружини. По материній лінії має ірландські корені. Батько підтримував дочку у всіх її починаннях. Протягом восьми років Ана займалася балетом. Викладачі відзначали її зовнішні дані. Ана Ортіс, зріст та вага якої відповідають стандартам (1,64 метра і 58 кг), могла б стати видатною танцюристкою, проте її увага переключилася на кінематограф. Закінчила Університет мистецтв у Філадельфії.
Через деякий час вона зайнялася співом. Володіючи абсолютним слухом, Ана дуже скоро досягла успіху, почала брати участь в мюзиклах і це допомогло їй пізнати театральний світ. Ортіс деякий час виступала з різними театральними групами, а в 1995 році дебютувала на екрані у фільмі «Екстремальна ситуація». Пізніше брала участь в телешоу «Поліція Нью-Йорка», «Усі люблять Реймонда» і «Швидка допомога». За словами Ортіс, стати акторкою її надихнули Ріта Морено і Джулія Ендрюс.

### 2000—2010: «Потворна Бетті» та інші ролі
Першою основною роллю для Ортіс стала роль найкращої подруги головної героїні у ситкомі 2001 року «Крістін». Після цього вона виконала другорядну роль в серіалі «Юристи Бостона». В 2006 році їй запропонували роль Гільди Суарес в популярному американському серіалі «Потворна Бетті». Попри те, що її роль не була головною, критиці сподобалася її гра, від аудиторії Отріс теж отримала багато схвальних відгуків. В 2007 році акторка отримала відразу дві нагороди за цю роль. В 2010 році серіал завершився і Ортіс знову повернулася на телебачення в серіалі «Жеребець». У 2010 з'явилася в музичному відео з Енріке Іглесіасом та Хуаном Луїсом Геррерою Cbando Me Enamoro.

### 2010 — наш час: Підступні покоївки
У 2012 році Ортіс запросили на головну роль у проєкт «Підступні покоївки», де вона грає Марісоль Дуарте (псевдонім професора Марісоль Суарес), що працює під прикриттям покоївки. Спочатку пілотний епізод знімався для ABC, однак він не дозволив продовжити виробництво серіалу, а незабаром після цього проєктом зацікавився Lifetime. Серіал стартував влітку 2012 і відразу зібрав близько двох мільйонів глядачів. Проте спершу його критикували за стереотипні уявлення про латиноамериканців, неоригінальну концепцію та сюжетні лінії, хоча Ана Ортіс, Ребекка Вісоккі та Сьюзен Луччі отримували високі оцінки за свою акторську гру. Проте вже через два роки кількість глядачів збільшилася майже вдвічі і склала 3 мільйони вісімсот тисяч осіб. Продюсери вирішили не зупинятися на досягнутому і анонсували ще кілька сезонів. В інтерв'ю Ана Ортіс сказала, що пишається грою всіх акторів.  1 вересня 2016 року телеканал Lifetime закрив серіал.

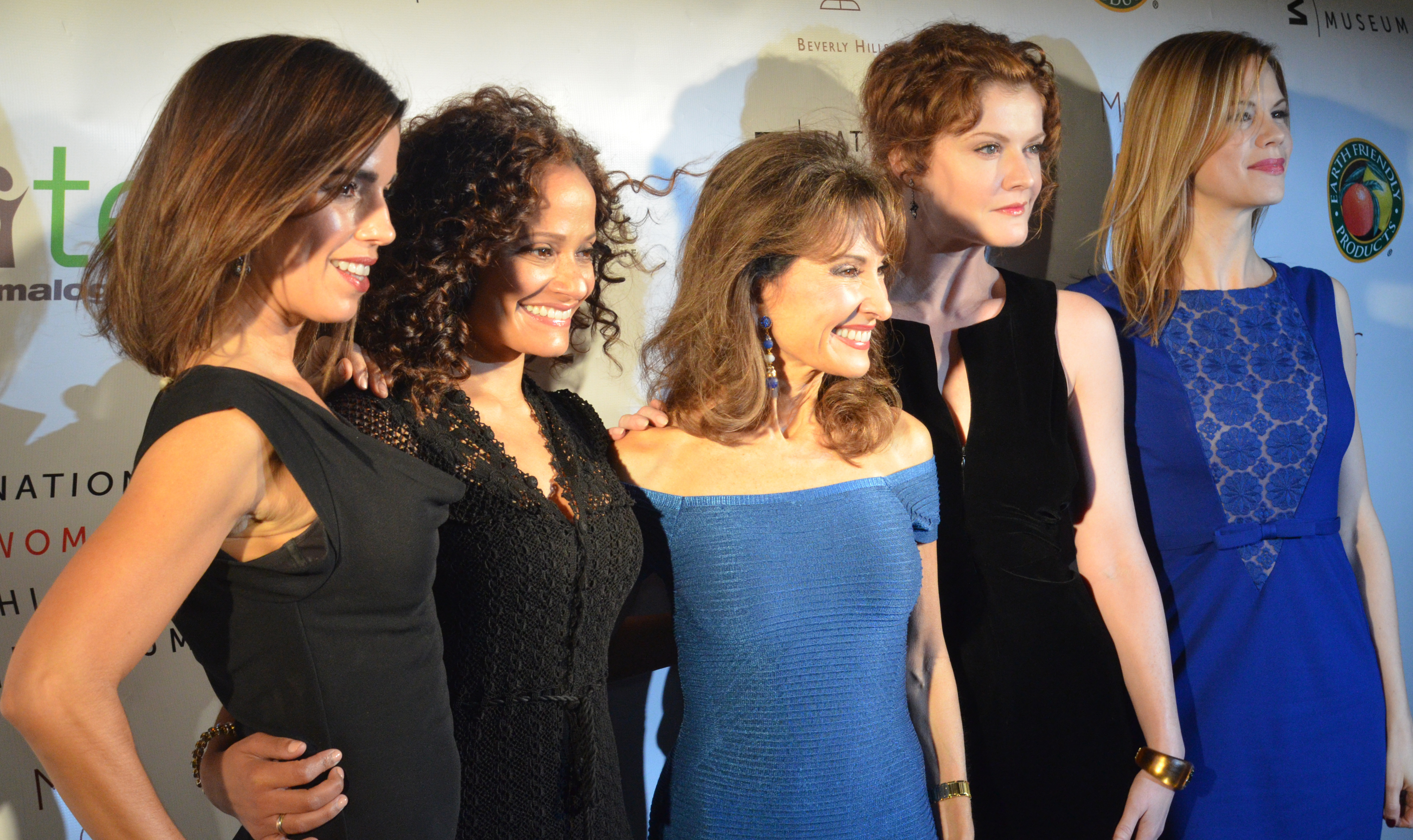
Акторка серіалу «Підступні покоївки»

 У 2013 Ортіс втілила дотепну детективку Діану Кершман у фільмі «Такі хороші люди». Того ж року вийшов фільм «Сон з Фішами», в якому Ортіс виконала одну з головних ролей. У 2014 акторка знялася в одному епізоді американського драматичного серіалу за мотивами роману Олександра Дюма «Граф Монте-Крісто», «Помста».  20 квітня 2017 року була присутня на церемонії нагородження «The Upton Sinclair Awards», яка проводилась в готелі «Беверлі Гілтон». У 2018 відбудеться прем'єра продовження мультфільму «Ральф-руйнівник», «Ральф-руйнівник 2: Інтернетрі», де Ортіс озвучує персонажа.

## Громадська діяльність
Мати Ани Ортіс працювала з дітьми, хворими на аутизм, допомагала людям з психічними розладами, у вільний час працювала в суповій кухні, батько був першим пуерториканським міським головою Філадельфії. Саме тому Ана з дитинства була небайдужою, боролася за справедливість. Зараз вона сприяє поінформованості жінок про домашнє насильство, адже у 20 років і сама пережила його. 
У 2008 акторка взяла участь у The Heart Truth Fashion Show, метою якого було привернути увагу жінок до серцево-судинних хвороб. Активно виступає проти расової дискримінації та гендерної нерівності, бореться за права ЛГБТ. Ортіс є офіційною представницею Merck Consumer Care Active Family Project, амбасадоркоюNational Women's History Museum. 
У 2015 році Ана Ортіс сказала:

| Ми боремося, ми вчимося, ми зазнаємо певних збитків та втрат, але ми продовжуємо бій... саме тому добро переважає зло. Це і є суть надії.[19] Оригінальний текст (англ.) "We fight, we learn, we take some losses, but we continue to battle...so that the good will outweigh the bad. That is the essence of hope." |
У 2017 році вона отримала Creative Vision Award від Liberty Hill Foundation за використання своєї популярності для впливу на соціальні зміни та сприяння соціальній справедливості.

## Особисте життя
9 червня 2007 року в Ринконі (Пуерто-Рико) Ана Ортіс одружилася з гітаристом інді-рок-гурту «Everything is energy» Ноєм Лебензоном . Через зайнятість Ани на зйомках організацію весілля взяв на себе її батько Анхель Ортіс. 25 червня 2009 народила дочку Палому Луіз. 24 вересня 2011 народила сина Рафаеля.
Живе в Лос-Анджелесі. У вільний час любить кататися на конях, грати в софтбол, ходити в походи, а також писати вірші.

## Фільмографія
| Рік       | Назва українською                            | Назва англійською                       | Роль                                      | Примітки                                             |
| --------- | -------------------------------------------- | --------------------------------------- | ----------------------------------------- | ---------------------------------------------------- |
| 1995      | Екстремальна ситуація                        | Condition Red                           | ув'язнена                                 |                                                      |
| 1999      | Лікар Квін, жінка-лікар                      | Dr. Quinn Medicine Woman                | вагітна жінка                             | телефільм                                            |
| 2000      | Король Корнера                               | King of the Korner                      | Ізабель                                   |                                                      |
| 2001      | Крістін                                      | Kristin                                 | Санта Клементе                            | регулярна роль                                       |
| 2001      | Усі люблять Реймонда                         | Everybody Loves Raymond                 | Наталя                                    | епізод «Рейберт»                                     |
| 2002      |                                              | ER                                      | Лаура                                     | епізод «Заднім числом»                               |
| 2002      | Перероби                                     | Do Over                                 | міс Райс                                  | епізод «Рок-н-рол Парковка»                          |
| 2002      | Сильна медицина                              | Strong Medicine                         | Елена Дельґадо                            | епізод «Сімейна історія»                             |
| 2002      | Дружина Легія                                | Lehi's Wife                             | Келлі                                     | короткометражний фільм                               |
| 2003      | Вітання з Тускону                            | Greetings from Tucson                   | Анджела                                   | епізод «Егей проти Гарді»                            |
| 2003      |                                              | A.U.S.A                                 | Ана Риверія                               | регулярна роль                                       |
| 2003      | Кароліна                                     | Carolina                                | асистент                                  |                                                      |
| 2003      | Життя на паролі                              | Life on parole                          | Лорена                                    | телефільм                                            |
| 2003      | Санта із Маямі                               | Mr. St. Nick                            | Лорена                                    | телефільм                                            |
| 2004      | Північний берег                              | North Shore                             | Ана Грін                                  | епізод «Секретна служба»                             |
| 2005      | Сліпе правосуддя                             | Blind Justice                           | Летилія                                   | епізод «Минулий недолік                              |
| 2005      | Там                                          | Over there                              | Анна                                      | 7 епізодів                                           |
| 2006      | Юристи з Бостона                             | Boston Legal                            | помічниця окружного прокурора Голлі Рейнс | 4 епізоди                                            |
| 2006      | Головнокомандувач                            | Commander in Chief                      | Ізабель Ріос                              | епізод «Вітер під моїм крилом»                       |
| 2006      | Нові пригоди старої Крістіни                 | The New Adventures of Old Christine     | Белінда                                   | епізод «Деякі з моїх найкращих друзів - португальці» |
| 2006-2010 | «Потворна Бетті»                             | Ugly Betty                              | Гільда Суарес                             | регулярна роль                                       |
| 2008      | Бетмен: Лицар Готема                         | Batman: Gotham Knight                   | Анна Рамірес                              |                                                      |
| 2008      | Армійські дружини                            | Army Wives                              | Сенді                                     | епізод «Лояльність»                                  |
| 2008      | Пропала маленька дівчинка                    | Little Girl Lost:The Delimar Vera Story | Валерія                                   | телефільм                                            |
| 2008      | Крилата людина                               | The Winged Man                          | Ванда                                     | короткометражний фільм                               |
| 2009      | Тимчасово вагітна                            | Labor Paints                            | Донна                                     |                                                      |
| 2011      | Набагато більше                              | Outnumbered                             | Сью                                       |                                                      |
| 2011      | Жеребець                                     | Hung                                    | Лідія                                     | 4 епізоди                                            |
| 2011      | Дім великої матусі 3: Який батько, такий син | Big Mommas: Like father, like son       | Гейл Флетчерс                             |                                                      |
| 2011      | Останнє покоління                            | The Last Generation                     | Дікер Чік                                 |                                                      |
| 2012      | Ноїв ковчег: Новий початок                   | Noah                                    | озвучування                               |                                                      |
| 2013-2016 | Підступні покоївки                           | Devious Maids                           | Марісоль Дуарес                           | регулярна роль                                       |
| 2013      | Сон з Фішами                                 | Sleeping with the Fishes                | Кайла Фіш                                 |                                                      |
| 2013      | Такі хороші люди                             | Such Good People                        | детективка Діана Кершман                  |                                                      |
| 2014      | Як позбутися вбивства                        | How to Get Away with Murder             | Паула / Елена                             | епізод «Посміхайся, або йди до в'язниці »            |
| 2014      | Помста                                       | Revenge                                 | Біззі Престон                             | 1 епізод                                             |
| 2015      | Одружись зі мною                             | Marry Me                                | Гейлі                                     |                                                      |
| 2016      | Єлена з Авалора                              | Elena of Avalor                         | Рафа                                      | озвучування                                          |
| 2016      | Єлена та таємниця Авалора                    | Elena and the Secret of Avalor          | Рафа                                      | озвучування                                          |
| 2016      | Кохання-це все, що вам потрібно?             | Love is All You Need?                   | Сьюзен Міллер                             |                                                      |
| 2016      | Енджі Трайбека                               | Angie Tribeca                           | Бетті Крокер                              | епізод «Якщо ви побачите щось, вирішуйте щось»       |
| 2017      | Тривалість годин                             | The Keeping Hours                       | Дженіс                                    |                                                      |
| 2017      | Цільовий фонд                                | Trust Fund                              | Мередіт                                   |                                                      |
| 2018      | Принцеса рядків                              | Princess of the Row                     | Магдален Родрігез                         |                                                      |
| 2018      | Ральф проти інтернету                        | Ralph Breaks the Internet               | озвучування                               |                                                      |

## Нагороди та номінації
| Рік  | Фільм                     | Відзнака                   | Категорія                                                               | Підсумок  |
| ---- | ------------------------- | -------------------------- | ----------------------------------------------------------------------- | --------- |
| 2007 | «Потворна Бетті»          | «ALMA Award»               | for Outstanding Supporting Actress                                      | Перемога  |
| 2007 | «Потворна Бетті»          | OFTA Television Award      | Outstanding Supporting Actress                                          | Перемога  |
| 2007 | «Потворна Бетті»          | «Imagen Awards»            | for best Supporting Actress                                             | Перемога  |
| 2007 | «Потворна Бетті»          | Премія Гільдії кіноакторів | for Outstanding Performance by an Esemble in a Comedy Series            | Номінація |
| 2008 | «Потворна Бетті»          | Ewwy Awards                | Best Supporting Actress in a Comedy Series                              | Номінація |
| 2008 | «Потворна Бетті»          | Премія Гільдії кіноакторів | for Outstanding Performance by an Esemble in a Comedy Series            | Номінація |
| 2009 | Пропала маленька дівчинка | «Imagen Awards»            | for Best Supporting Actress                                             | Перемога  |
| 2009 | «Потворна Бетті»          | «Imagen Awards»            | for best Supporting Actress                                             | Перемога  |
| 2009 | «Потворна Бетті»          | «ALMA Award»               | for Outstanding Supporting Actress                                      | Номінація |
| 2010 | «Потворна Бетті»          | NAACP Image Awards         | NAACP Image Award for Outstanding Supporting Actress in a Comedy Series | Номінація |
| 2013 | Підступні покоївки        | «ALMA Award»               | for Outstanding Actress in Television                                   | Номінація |
| 2014 | Н/Д                       | 2014 HOLA Awards           | José Ferrer Tespis Award                                                | Перемога  |
| 2014 | «Сон з Фішами»            | «Imagen Awards»            | for Best Actress                                                        | Перемога  |
| 2014 | Підступні покоївки        | «Imagen Awards»            | for Best Actress                                                        | Номінація |
| 2015 | Підступні покоївки        | «Imagen Awards»            | for Best Actress                                                        | Номінація |
| 2016 | Підступні покоївки        | NAMIC Vision Awards        | Best Performance - Comedy                                               | Номінація |
| 2017 | Н/Д                       | Upton Sinclair Awards      | Creative Vision Award                                                   | Перемога  |